# استفانو دی فیوردو
استفانو دی فیوردو (انگلیسی: Stefano Di Fiordo؛ زادهٔ ۵ فوریهٔ ۱۹۸۰) بازیکن فوتبال اهل ایتالیا است.
از باشگاه‌هایی که در آن بازی کرده‌است می‌توان به باشگاه ورزشی لاتزیو، باشگاه فوتبال آ.اس. رم، باشگاه فوتبال پیاچنزا، باشگاه فوتبال پادوا، و باشگاه فوتبال بنونتو اشاره کرد.